# Mind Your Manners (Pearl Jam)
Mind Your Manners è un brano musicale del gruppo statunitense Pearl Jam, pubblicato come singolo l'11 luglio 2013 e disponibile per il download digitale.
È il primo singolo estratto dall'album Lightning Bolt.

## Il brano
Il brano è stato composto da Mike McCready e Eddie Vedder ed è stato suonato per la prima volta dal vivo il 16 luglio 2013 al Budweiser Gardens di London, in Ontario.

## Video musicale
Il video ufficiale, diretto da Danny Clinch, è stato pubblicato il 23 agosto 2013 e contiene anche delle parti animate.

## Formazione
- Eddie Vedder – voce
- Mike McCready – chitarra
- Stone Gossard – chitarra
- Jeff Ament – basso
- Matt Cameron – batteria